# 안동 전투
안동전투(安東戰鬪)는 1950년 6월 25일 6·25전쟁이 발발한 후 국군과 유엔군이 낙동강 방어선 형성계획으로 낙동강으로 철수하기 직전에 국군 제8사단과 수도사단 1연대가 안동지역에서 북한군 제12사단과 제8사단 일부 병력의 침공을 약 3일간 저지한 방어전투이다.

## 병력

### 대한민국
8사단 18연대 16연대 21연대 10연대
수도사단 제1연대

### 북한
12사단 8사단 5사단 일부병력 776게릴라부대

## 전투 배경
낙동강 방어선은 1950년 8월부터 국군과 유엔군이 북한군으로부터 필사적으로 지켜낸 최후의 방어선으로 남지~영덕을 잇는 가로 약160km , 폭 약 80km의 방어선이다. 낙정리~영덕, 낙정리~남지, 남지~마산구간으로 크게 3부분으로 나눌 수 있다. 중간중간 하천과 고지가 두루 분포해 있어 외곽 방어에 유용 할 뿐아니라 도로망이 잘 발달되어 내선작전에도 유용한 지역이였다. 그리고 강폭 약 400~800미터, 수심 1.5미터 이상의 낙동강 또한 방어작전에 유리하게 만들어 주었다.
국군 제 8사단은 안동에서 안동을 거쳐 포항으로 진출하려고 한 북한군 제 12사단을 저지하였다. 이에 북한군은 제8사단을 투입시켜 예천(평창-제천-단양-예천)으로 남진시키고, 제12사단은 안동에서 국군과 정면으로 대치하게 명령했다. 또한 5사단 일부병력과 776게릴라부대를 통해 안동을 우회해 제1군단의 후방을 포위하여 차단하려고 하였다. 이에 국군은 제18연대를 예천에 배치시켜 북한군 제8사단을 저지하려고 하였고, 8사단과 수도사단 제1연대를 안동 북쪽에 배치시켰다.

## 전투 경과

### 7월 30일

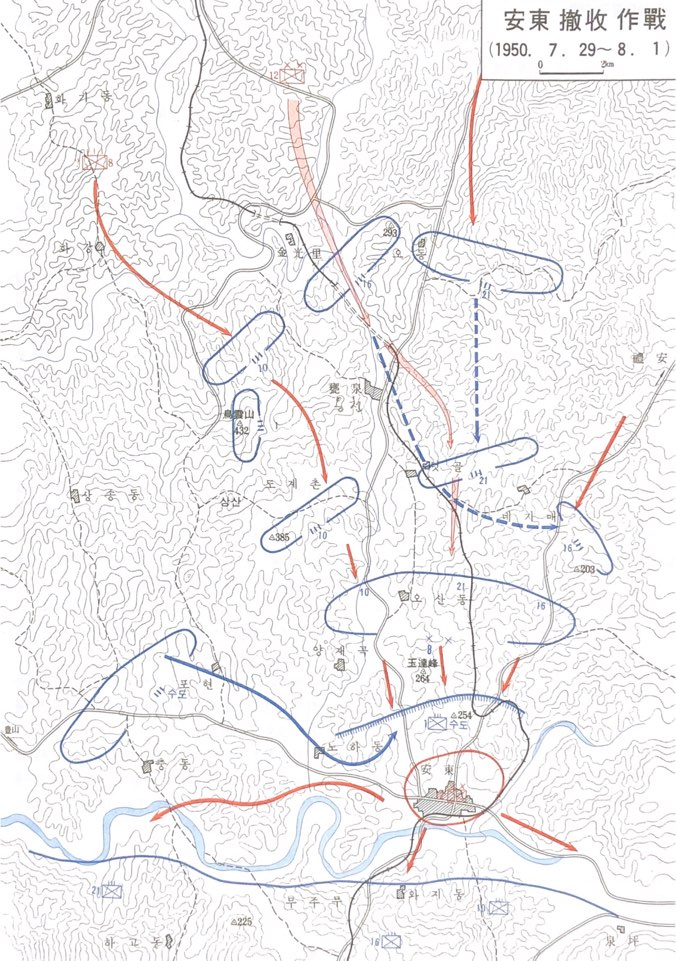
안동전투

7월 30일 예천을 점령한 북한군은 중앙에 방어선을 구축하고 있는 국군 제21연대를 정면에 두고 제12사단과 제8사단의 일부병력을 두는 한편 좌측에서 국군 제8사단 10연대와 수도사단 제1연대의 간격으로 침투하였으며, 동측방면에서는 예안방면으로 우회 남하한 적의 일부 명력이 군 제16연대를 공격하여 3개 방면에서 포위했다. 결국 제16연대가 북한군에게 돌파되는 바람에 국군 제8사단은 토계 텃골 일대로 철수했다.

### 7월 31일
북한군은 전차부대를 투입하여 국군 제21연대를 정면으로 공격했다. 제21연대는 전차부대의 공격을 받고 옥달봉으로 후퇴하였으나 미공군의 지원폭격을 하였고 이로 인해 적이 혼란에 빠진 기회를 틈타 원진지를 되찾는다. 전선정리를 위해 전 한국군부대와 미 제8군 예하 전 부대의 낙동강 방어선으로의 철수를 결정하였고 국군 제1군단은 7월 31일 19시경에 8월 1일 05시까지 낙동강 남안의 저지진지로 철수하라는 명령을 받는다. 이 명령을 받고 철수문제를 결정하기 위하여 열린 군단참모회의는 8월 1일 2시까지 4시간이나 회의를 하였고 제8사단이 철수한 후에 수도사단 제1연대가 엄호하는 것으로 결정하였다. 원래 작전명령으로 지시받은 야간철수를 지시 받았는데 4시간이나 실시한 참모회의로 시간을 다 소비해서 이미 때를 놓쳤으며, 또한 군단의 철수명령이 유선, 무선 통신을 통해 하달된 것이 아니라 연락장교를 통해 예하부대에 하달되었는데 명령의 전달이 신속하게 이루어지지 않아서 결국 북한군의 공격과 때를 같이하여 철수를 개시하게 되었고, 심지어 일부 경계부대들에게는 철수명령이 전달 되지도 않았다.

### 8월 1일
8사단이 철수하기까지 엄호를 맡은 수도사단 1연대는 안동 북쪽 2km선에 배치되었다. 그러나 8월 1일 4시에 개시된 북한군의 공격을 막지 못하고 결국 방어선이 돌파되어 안동 시내로 철수하였다. 아군과 북한군이 혼합되어 안동 시내로 밀려오는 상황에서 우군부대 철수를 기다릴 수가 없었던 아군은 8월 1일 7시경 안동의 인도교와 철교를 폭파하여 북한군의 도하를 저지하려고 하였다. 결국 인도교와 철교를 폭파하였고 철수로가 차단된 아군의 잔여부대는 하폭이 약 400m에 달하는 낙동강의 급류로 뛰어들 수 밖에 없었으며, 많은 인원이 급류로 뛰어드는 과정에서 급류에 휘말려 사망 및 실종되었다. 그러나 북한군 역시 제12사단장 최춘국(崔春國)이 전사하였고 이로 인해 북한군 부대의 전력이 크게 악화되는 등의 큰 피해를 입었다.

## 안동 철수작전의 실패 원인
첫 번째, 긴박한 상황에서 오랜 시간 동안 작전회의로 인해 많은 시간이 소비되었으며 그 결과 철수시간이 늦쳐졌다. 철수명령을 7월 31일 19시경에 하달받았지만, 4시간 동안의 군단참모회의로 인해 철수시간이 늦어졌다. 두 번째, 긴박한 상황에 유선, 무선 통신을 사용하지 않고 연락장교를 통해 철수명령을 하달하였다. 또한 철수명령 전달도 잘 이루어지지 않아서 일부부대는 철수명령을 전달받지 못한다. 세 번째, 철수엄호를 맡은 수도사단 1연대가 임무를 완수하지 못했다. 수도사단 1연대가 임무를 완수하지 못함에 따라 모든 아군이 철수를 하지 못하였고, 결국 북한의 도하를 저지하기 위해 인도교와 철교를 폭파해 많은 사상자가 발생하였다.

## 안동전투의 영웅
허봉익(許鳳益) 대위 문서 참고

## 참고 문헌
- 나종남 등 5명, 『한국전쟁사 부도』, 황금알, 2005, 58쪽.
- 온창일, 『한민족전쟁사』, 지문당, 2013, 628~635쪽
- 군사작전을 통해 본 6.25전쟁 , 양서각, 118~124쪽